# Veve
Nella religione vuduista il veve (trascritto anche come vevè o vever) è un disegno simbolico che rappresenta uno spirito (loa). Viene tracciato in modo stilizzato e usato nei riti e nelle divinazioni come tramite per entrare in contatto con il loa.

## Esempi

Il veve di Damballa.
Il veve di Papa Legba.
Il veve di Maman Brigitte.
Il veve di Ogoun
Il veve di Baron Samedi.
Il veve di Ayizan
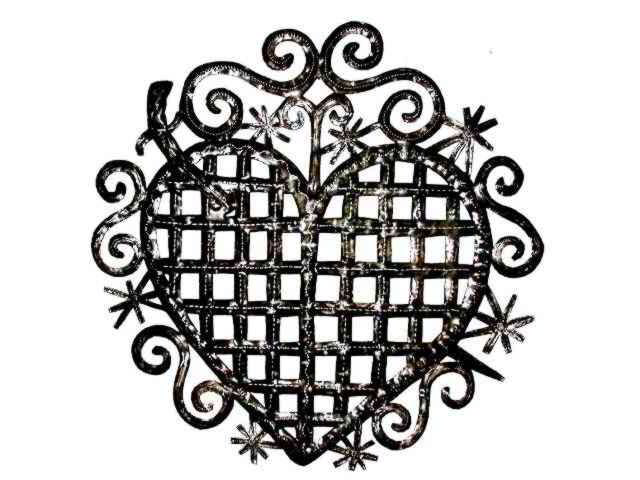
Il veve di Erzulie Dantor